# Quaderni del carcere

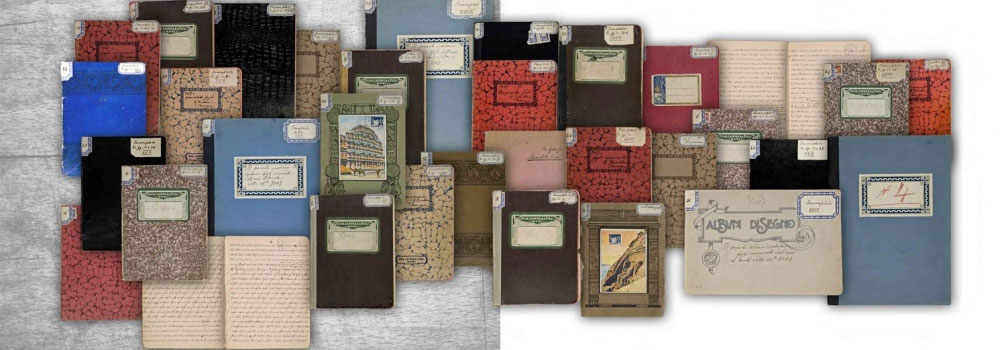
Tentoonstelling van de Quaderni del carcere, Sardinië.

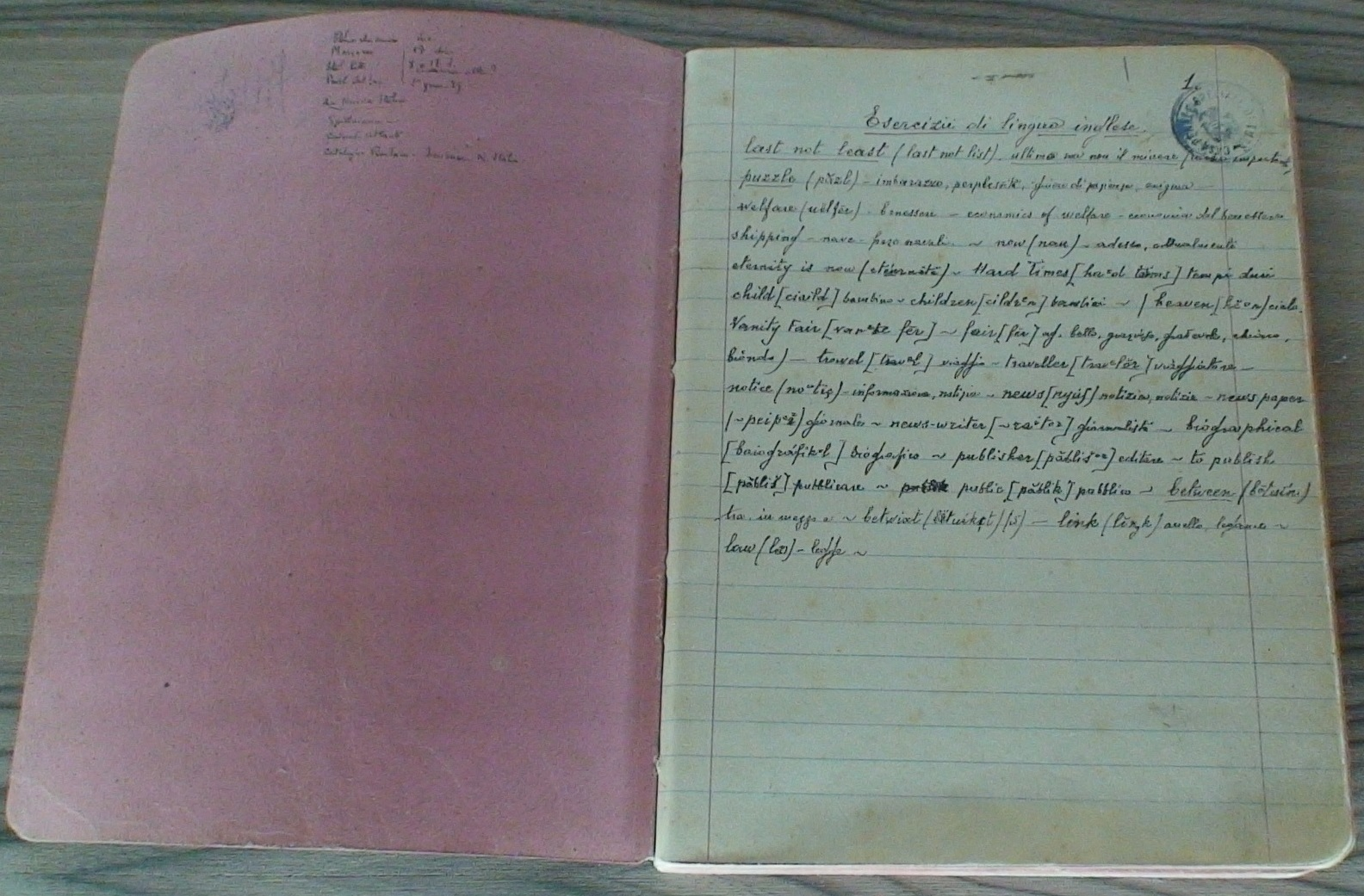
Antonio Gramsci: Esercizii di lingua inglese, schoolschrift (quaderno) uit de gevangenis met een woordenlijst Engels-Italiaans.

De Quaderni del carcere (Italiaans, "Schriften uit de gevangenis") zijn ongeveer 30 aantekenboeken met politieke aantekeningen van de Italiaanse marxist Antonio Gramsci tijdens diens gevangenschap (1927-1937) onder het bewind van Benito Mussolini in Italië. De 3000 pagina's waren niet bedoeld als boek, wat lastig was voor de bezorgers.
Ondanks zijn onschendbaarheid als lid van het Italiaanse parlement werd Gramsci door het fascistische regime opgesloten. Vlak na zijn vrijlating in 1937 overleed hij. De Quaderni werden voor het nageslacht gered door de latere president Sandro Pertini; ze werden in gecensureerde en thematisch geordende vorm uitgegeven door de Communistische Partij van Italië in de jaren '50. Een integrale, chronologische uitgave verscheen in 1975.